# ياسر أبو هلالة
ياسر أبو هلالة إعلامي أردني ومدير قناة الجزيرة القطرية منذ يوليو 2014 وكان يشغل مديراً لمكتب القناة بالأردن والتي التحق بها عام 2000، وهو يكتب المقالات في عدد من الصحف الأردنية والعربية منذ عام 1996، منها صحيفة الحياة اللندنية وصحف الغد والرأي والسبيل الأردنية.

## النشأة والتعليم
ولد أبو هلالة في 29 مايو 1969 في الأردن وحصل على شهادة بكالوريوس اللغة العربية من كلية الآداب في جامعة اليرموك الأردنية.

## الحياة العملية
بدأ مسيرته عام 1990 حيث عمل صحافياً في صحيفة «الرباط» الأسبوعية، وسكرتيراً للتحرير في صحيفة «السبيل» الأردني وفي عام 2000 التحق بقناة الجزيرة وعمل مراسلاً ميدانياً لها وشغل منصب مدير مكتبها في الأردن.
أنتج العديد من الأفلام الوثائقية، ومن أبرزها؛ «اللاجئين الفلسطينيين في الأردن»، «الأكراد بين الفدرالية والاستقلال»، «الطريق إلى دمشق»، «عبد الله عزام أول الأفغان العرب»، «الطريق إلى بغداد»، «اقتلوه بصمت».
و في 24 يوليو 2014 أعلنت شبكة الجزيرة الإعلامية تعيين ياسر أبو هلالة كمدير لقناة الجزيرة الإخبارية.

### أفلامه الوثائقية
- «اللاجئين الفلسطينيين في الأردن»
- «الأكراد بين الفدرالية والاستقلال»
- «الطريق إلى دمشق»
- «الأكراد بين الفدرالية والاستقلال»
- «عبد الله عزام أول الأفغان العرب»
- «الطريق إلى بغداد» فيلم يتتبع مسارات الجهادين إلى بغداد للمشاركة في مقاومة الاحتلال الأمريكي في العراق.[6][7]
- «اقتلوه بصمت» وثائقي عن محاولة اغتيال خالد مشعل مدير المكتب السياسي لحركة حماس في عمان.[8][9]